# Anna Dodas i Noguer
Anna Dodas i Noguer (Folgueroles, Osona, 2 de novembre de 1962 - voltants de Briçac, Occitània, agost de 1986) va ser una poeta catalana.

## Biografia
Estudià filologia catalana a la Universitat de Barcelona, estudis que va culminar amb una tesina sobre l'obra Mites de Jordi Sarsanedas. Paral·lelament anava al Conservatori Superior de Música de Barcelona, on continuà els estudis de guitarra que havia començat a l'Escola de Música de Vic. Aviat realitzà concerts com a solista en diversos pobles i ciutats de Catalunya, i eventualment també acompanyà el grup de Camerata de Cançó Tradicional.
A més d'altres treballs assagístics, va crear obres breus de prosa, però sobretot va destacar per la seva poesia. Des de molt jove, participà en concursos literaris i obtingué premis locals fins a l'any 1986, en què guanya el Premi Amadeu Oller amb el poemari Paisatge amb hivern. Maria-Mercè Marçal hi cregué de seguida i la inclogué en l'antologia Paisatge emergent. Trenta poetes catalanes del segle xx. L'obra pòstuma, El volcà (1991), recull la totalitat de la seva poesia, plena de musicalitat i d'imatges amb gran força imaginativa. La seva obra narrativa s'ha publicat el 2018 en el llibre Capvespres de foc i de grana que, a cura de Caterina Riba i Ester Pou, inclou nou narracions —una de les quals és la que dona nom al recull, ja publicada abans, i quatre d'inèdites— i un text final sobre Johann Sebastian Bach. Les seves narracions curtes participen del lirisme i el surrealisme presents en els seus poemes.
El 1984 formà part del jurat dels premis literaris Antoni Pous de Vic i redactà els dos fascicles sobre la narrativa modernista de la Història de la literatura catalana editada per Orbis i Edicions 62. També col·laborava com a correctora en aquesta darrera editorial. Va compaginar la creació literària amb l'activitat de concertista i professora de guitarra.
El mes d'agost de 1986, amb una amiga, Gemma Argemí, va fer un viatge de vacances cap a l'Alguer (Sardenya). Ambdues van ser assassinades al voltant del dia 13 d'agost a prop de la localitat occitana de Briçac. Tenia 23 anys.

## Obra

### Poesia
- Paisatge amb hivern (1986) Premi Amadeu Oller
- El volcà (escrit el 1986). Es publica junt amb Paisatge amb hivern i poemes esparsos i esbossos en un recull pòstum de l'obra poètica dels darrers anys de la seva vida (Ed. 62, 1991; Nova edició: La Busca, 2015); queden sense publicar alguns poemes d'adolescència.

### Narrativa breu
- Capvespres de foc i de grana (Revista Ausa X/101, 1982; també publicat a la revista digital Catorze)
- La deessa de les flors (Ed. Clot, 1982)
- Les ciutats (tres narracions inèdites publicades pòstumament, Revista Ausa, 1991; pensades com a part d'un volum d'igual títol que restà inacabat)
- Capvespres de foc i de grana (Edicions Cal·lígraf, 2018), recull de narracions aparegudes en diverses publicacions o bé inèdites

### Assaig
- Tesina sobre Mites de Jordi Sarsanedas
- Treball breu La narrativa modernista (dins Història de la literatura catalana, Ed. 62 i Orbis, fascicles 57 i 58)
- "L'Atlàntida" i "Os Lusíadas": dos poemes neoclàssics (Revista Ausa, 1992)
- Per a un estudi de "Mirall trencat": un procés de poetització (Revista Ausa, 1993)

### Obra traduïda
- Soy como el trueno / sóc com el tro. Traducció al castellà de poemes de El volcà a càrrec de Caterina Riba i Max Hidalgo. Ed. Sabina
- The Volcano. Traducció a l’anglès del llibre El Volcà a càrrec de Clyde Moneyhun. Francis Boutle Publishers.

## Premis
- Accèssit al Premi Ajuntament de Calldetenes (Osona): Deessa de les flors.
- Primer Premi de narrativa de l'Ajuntament de Vic (Osona) (1981): Capvespres de foc i de grana.
- Premi Amadeu Oller de poesia (1986): Paisatge amb hivern.